# Aeroportul Malaimbandy
Aeroportul Malaimbandy (IATA: WML, ICAO: FMMC) este un aeroport din Madagascar.
aeroportul dispune de o singură pistă.